# Музичка хармонија
Термин хармонија у музици има вишеструку употребу. 
- У најширем смислу, означава акорд, који је са своје стране најосновнији елемент хармоније
- У ужем смислу, означава једну од музичких компонената, као и један од најустаљенијих композиционих елемената
- Коначно, најуже значење односи се на науку која ову компоненту проучава.

Основни елемент хармоније је, као што је речено, акорд па стога и наука о хармонији проучава вертикалне структуре као и њихове међуодносе. За разлику од контрапункта, који се бави принципима вишегласја у полифоном ставу (где су све деонице вишегласја равноправне), хармонија се углавном доводи у везу са хомофоном фактуром (тј. оном где једна деоница има водећу, а остале пратећу улогу). 
Карактеристике хармоније су се мењале кроз историју у зависности од језика који је најодговорнији за њен профил.

## Основни постулати функционално одређене ("школске") хармоније
Коначно утемељење хармоније, дао је француски композитор и теоретичар Жан Филип-Рамо својим „Трактатом о хармонији“ ("Le Traite de l`harmonie"). Као што каже назив, функционално-одређена хармонија подразумева присуство лествичних функција. Оне могу бити тонична, субдоминантна и доминантна, при чему неколико акорада заступа сваку од њих. Тоничну функцију заступа први ступањ, односно главни акорд у тоналитету, а његови „заменици“ могу бити и трећи и шести; субдоминанта је четврти ступањ, а могу је заступати други и шести ступањ, док је доминанта пети ступањ, а заступају је и трећи и седми ступањ.. Редослед функција је веома битан у изградњи хармонског става, он може бити тоника-доминанта-доника, тоника-субдоминанта-доминанта-тоника, ређе тоника-субдоминанта-тоника, док је веза доминанта-субдоминанта практично немогућа.. Темпо трајања и смењивања функција у кохезији је са тзв. „хармонским ритмом“ и метриком. Основни елемент хармоније јесте акорд, а он може бити трозвук (који се јавља на сваком лествичном ступњу), четворозвук (који се јавља на другом, петом и седмом ступњу, као и на појединим алтерованим акордима), док је све до краја периода романтизма, највећи вишезвук био петозвук (јављао се само као нонакорд на доминанти). Кроз праксу, усталила су се два „хармонска става":
- строги, који подразумева постојање четири стална гласа (то су сопран, алт, тенор и бас), што примену великом већином налази само у хорској музици. Вођење гласова, разрешење тзв. критичних тонова и акордске везе веома су стриктни. Типови акорада, без обзира на број тонова, прилагођавају се овој ситуацији.
- слободни, који знатно већу примену налази у инструменталној и вокално-инструменталној музици, те подразумева променљиви број гласова и слободнији хармонски ритам. Вођење гласова је нешто слободније него у строгом ставу.[2]

Како се практично не могу наћи једнотоналне композиције, посебан процес представља промена тоналитета. Она се може спровести кроз три метода:
- модулацијом- убедљиво најчешће. Постоје три типа: дијатонска (преко заједничког акорда два тоналитета), хроматска (хроматском променом једног или више тонова у акорду) и енхармонска (преиначењем једног тона у истозвучни, али другачије именовани, нпр. цис у дес).
- мутацијом- преласком у истоимени супротни тонски род (нпр. Це-дур постаје це-мол)
- тоналним скоком (сасвим изузетно, нагло се мења тоналитет)[2]

Већ почев од барокне ере, јављају се такозване алтерације, односно, повишавања и снижавања појединих лествичних тонова. Константно практиковање дотичних, довешће у романтизму до примене свих хроматских тонова у оквирима једине лествице.

## Историјски преглед

### Настанак
Хармонија је интервал кварте плус интервал квинте

Филолаос, Питагорин ученик.
Термин „хармонија“ потиче из старо-грчког језика, од појма "ἁρμονία" (harmonía), што је означавало „склад“, зналачку мешавину „високог“ и дубоког“ у звучним односима. У практично-техничком смислу тај израз је означавао структуру октаве састављену од четири чврста (непроменљива тона) и четири променљива- зависно од тонског рода- дијатонике, хроматике и енхармоније. Чврсте тонове структуре, Грци су називали „симфонијама“, а променљиве „дијафонијама“. Многи научници и филозофи, а међу њима Платон и Питагорејци бавили су се питањем хармоније. Такође, у митологији постоји и личност Хармонија, кћи Ареса (бога рата) и Афродите (богиње љубави), која је и жена тебанског краља Косме (чије име је дало назив космос). То већ доводи у везу хармонију са космосом, што ће касније доћи до изражаја код Питагоре и Платона.

Хармонска сила постоји у свему што је по својој природи савршено и појављује се најјасније у људској души и кретањима звезда

Боеције, римски филозоф и музички теоретичар.
О пореклу самог вишегласја постоје многе претпоставке. Извесни музиколози претпостављају да је оно могло настати на основу разлике између мушких и дечјих гласова. Тешко је претпоставити да је вишегласје искључиво плод спекулација новаторски расположених музичких теоретичара, па се намеће закључак да оно није настало (касније) у хришћанском култу, већ да је у њега доспело споља у одређеном моменту и у одређеним етничким и географским областима.

### Средњи век
Са сломом Римског царства и наглим успоном Хришћанства, улога музике нагло се променила. Она је сада требало да служи искључиво ради религијских ритуала. Црква се задовољавала тиме да наметне латински библијски текст и грегоријанске напеве, који су се све до 9. века певали једногласно.. Тек тада долази до развоја најранијег средњовековног вишегласног облика- органума, заснованог на кретању два гласа у паралелним квартама. У 11. и 12. веку, као сазвучја почињу да се примењују паралелне квинте и октаве, а јавља се још један облик, дискант, односно двогласни став у коме се једна мелодија „супротставља“ неприкосновеном „кантус фирмус"-у. Самим тиме, почиње период музике, која ће све до краја 16. века бити искључиво полифоног усмерења. Нешто касније, у Енглеској долази до развоја нешто другачијег типа вишегласја, тзв. гимела (енг. gymel), који је подразумевао кретање у паралелним терцама и секстама. Развој трогласа, који је уследио нешто касније, донео је кретање у паралелним секстакордима, назван је „фо бурдон“ (фр. faux bourdon, „лажни бас"). Истовремено са развојем ових облика, дошло је и до избора првих лествичних основа, у којима су све ове, а и касније композиције писане. Како још није било ни назнака развоја класичног тоналитета, дошло је до појаве тзв. „староцрквених модуса“, лествица које су почињале од различитог тона, а свака је имала одређени карактеристични интервал. Постоји легенда, по којој су ове лествице настале погрешним преписивањем интервалских односа у старогрчким истоименим модусима, односно, да им је обрнут смер. Тако је најпре дошло до појаве 4 аутентична модуса- дорског, фригијског, лидијског и миксолидијског, као и четири изведена, „плагална“, хиподорског, хипојонског, хиполидијског и хипомиксолидијског- ови други су се добијали пребацивањем горња четири тона (горњег тетрахорда) испод 4 доња у аутентичном модусу.. Најзаслужнији за овакву номенклатуру, био је теоретичар Гвидо из Ареца (Guido d`Arezzo). тек у 16. веку, швајцарски хуманиста и теоретичар, Хајнрих Лорис, звани Глареанус (Glareanus), уврстио је, кроз своју књигу „Дванаестожичје“ ("Dodecachordon") у систем још 4 модуса- јонски, еолски, хипојонски и хипоеолски. То је већ својеврсна назнака тоналног мишљења, јер јонски и еолски модус су у суштини исто што и Це-дур и а-мол (дур и природни мол)

### Ренесанса
Око 1300. године, енглески теоретичар, Одингтон истиче како „терца са квинтом даје консонантно сазвучје (каснији квинтакорд)", што је даје рану основу хармонског мишљења
Током 14. века, у музици Француске и Италије наступа период тзв. "Ars Nove" ("нове уметности"). Овај период добио је назив по расправи француског теоретичара, композитора и песника, Филипа де Витрија у којој су истакнути неки од најосновнијих постулата, како у контрапункту, тако и у каснијој хармонији- истичу се забрана кретања у паралелним примама, квинтама и октавама (тзв. савршеним консонанцама), дозвољавају паралелне терце и сексте (несавршене консонанце), дефинишу дисонанце (лоша сазвучја) у које су од раније улазиле секунда, септима и нона, сада улази и кварта, која је до тада махом третирана као савршена консонанца.
Током 15. века, за време доминације три генерације тзв. „франко-фламанске школе“, полифона техника доживљава своју кулминацију. У наредном столећу, током високе ренесансе, појављују се композитори попут Ђованија Пјерлуиђија да Палестрине и Орланда ди Ласа, који вокалну музику феудалне Европе доводе до врхунца, најављујући својим композицијама неке елементе даљег развоја. Међутим, највећи допринос коначном утемељењу тоналне хармоније дају Ђозефо Царлино, који је утемељио теоријски термине дур и мол, додуше, без увођења хармонских функција; односно Клаудио Монтеверди, који је писао и у ренесансном и у барокном маниру, сам тврдећи да тежи „узбуђеном стилу“. До развоја дур-мол система, дошло је тако што су сви модуси, фактички, преузели интервалске карактеристике јонског и еолског, чиме је целокупан систем постао унификован

### Барок
Период музичког барока (17. и прва половина 18. века) веома је значајан за коначно утемељење и даљи развој хармонског мишљења. Мада се у првом периоду композитори масовно ослањају на зрело модално мишљење, долази до хомофонизације фактуре, што се огледало кроз употребу тзв. „шифрованог баса“ ("basso continuo"), технике којом се најнижа деоница у вишегласној инструменталној партитури интервалски шифровала, дајући извођачу могућност да импровизује. Касније, долази до коначног утемељења тоналитета, што се огледа кроз развој тзв. „хармонских“ функција. Наиме, тоналитет је по дефиницији „хијерархијски однос тонова (где сви тонови теже разрешењу у један)... при чему су изражене хармонске функције“. Мада до коначне потврде оваквих односа неће доћи све до краја барокне епохе, у делима Јохана Себастијана Баха и Георга Фридриха Хендла, класични хармонски језик сасвим је развијен, а код Баха нарочито, најављују се многа хармонска средства класичне, па и романтичарске епохе.

### Класицизам
Период музичког класицизма представља период у коме је хармонско мишљење добило коначно утемељење, са свим правилима о организацији вишегласја, редоследу акорада и функција. То је такође и епоха у којој је контрапунктска полифонија напокон углавном устукнула пред хармонском хомофонијом. Ове правилности у оквиру стила допринеле су да се хармонија класицизма користи као основа почетног изучавања хармоније у савременом музичко-образовном систему. Јозеф Хајдн и Волфганг Амадеус Моцарт ретко одступају од претходно наведених правила функционално-одређене класичне хармоније, док Лудвиг ван Бетовен почиње да експериментише, односи се према хармонији слободније (пре свега кроз нагле и често неочекиване акорде, промене тоналитета), најављујући знатно богатију хармонију романтизма.

### Романтизам
Веома развучен период музичког романтизма, доноси знатан број нових хармонских средстава. Мада су били школовани на класичарској пракси, композитори 19. века проширују тоналитет готово до максимума, слободније се односе према акордским и функционалним везама. У случају прве генерације романтичара- Шуберта, Шумана и Менделсона, хармонски језик је базиран на бетовеновском позном класицизму. Међутим, већ са њиховим савремеником Шопеном, а нарочито Францом Листом, тоналитет бива максимално „натегнут“ хармонским средствима, што у појединим композицијама доводи до немогућности да се строго дефинишу функције и акорди, те до границе атоналности. До тзв. „атрофије тоналитета“ доводи Рихард Вагнер својом „музичком драмом"- у његовој и музици његових сарадника и следбеника, долази до слома функционалног мишљења, те најаве колористичке хармоније кроз тзв. „хармонију напетости“. Са друге стране, тоналитет је још стабилан и недвосмислено постоји код Ђузепеа Вердија и његових следбеника у италијанској опери. Истовремено, у Русији и источној Европи, долази до процвата тзв. „националних школа“. Музички језик махом се базира на фолклору до тада „музички несамосталних народа“, тако да се поред тоналитета, као класична средства у хармонији користе и разни модуси, народне лествице, пентатоника,...

### Модерна и савремена хармонија
Крај 19. и почетак 20. века донели су стилску многоликост. Мада ће романтизам као стил у делима појединих композитора постојати све до 1940-их, долази до појаве многих других стилова.
Клод Дебиси, једини прави музички импресиониста још користи тоналитет, али уместо функционалне улоге хармоније, он се одлучује за тзв. „колористичку“ улогу, тј. не марећи за редослед акорада, већ искључиво настојећи да „тонски слика“ своје импресије. Дебиси међу првима у западној Европи користи и пентатонику, целостепену лествицу, народне лествице,... Друга деценија века доноси и дефинитивни слом тоналитета, те представљање нових средстава организације тонског рода (са једне стране то је Шенберговска додекафонија, а са друге слободна атоналност). Дисонанце су се афирмисале као главна сазвучја, а хармонија је сада почела да значи било какву организацију вишезвука, док се поново афирмисао контрапункт као метод у коме су деонице независне.. Делимично, ипак, њена улога је обновљена кроз, тзв. неокласичне стилове, који су понудили савремено виђење на оне епохе у којима је тоналитет био недвосмислено присутан.